# Cúmulo globular M30
Messier 30 (también conocido como M30 o NGC 7099) es un cúmulo globular en la constelación de Capricornus. Fue descubierto por Charles Messier en 1764. El Messier 30 está a una distancia de aproximadamente 26 000 años luz desde la Tierra.